# Zayar Shwe Myay Football Club
Maillots
Le Zayar Shwe Myay Football Club (en birman : ဇေယျာရွှေမြေ ဘောလုံး အသင်း), plus couramment abrégé en Zayar Shwe Myay, est un club birman de football fondé en 2009 et basé dans la ville de Monywa, dans la région de Sagaing.

## Histoire
Fondé en 2009 (comme l'ensemble des clubs non issus des ministères birmans), Zayar Shwe Myay est l'un des membres fondateurs du nouveau championnat national, la Myanmar National League.
S'il n'a pour le moment jamais remporté le titre de champion, le club a terminé sur la deuxième marche du podium, en 2010.

## Palmarès
| Compétitions nationales                             |
| --------------------------------------------------- |
| - Championnat de Birmanie : - Vice-champion : 2010. |

## Personnalités du club

### Présidents du club
- U Thu Rain

### Entraîneurs du club
- Khin Maung Win
- U Soe Moe
- Fabiano José Costa Flora